# Juergen Teller
Pour les articles homonymes, voir Teller.
Juergen Teller, né en 1964 à Erlangen, est un photographe allemand. Il est installé à Londres.

## Biographie
Après des études à la Bayerische Staatslehranstalt für Photographie à Munich (1984-1986), il s'installe définitivement à Londres en 1986. 
Au début de sa carrière, il photographie des célébrités pour des magazines de mode : The Face, i-D, Arena, Dazed & Confused, Visionnaire, Vogue, Purple, Paradis. Il est reconnu comme un des photographes contemporains de mode les plus en vogue. 
Il a également réalisé des pochettes de disques pour Björk, Elton John, Elastica, Simply Red, Sinead O'Connor, DJ Shadow, New Order, etc. Il a conçu des campagnes publicitaires pour la marque Marc Jacobs ou pour Yves Saint Laurent, imposant déjà son style dans l'univers publicitaire. 

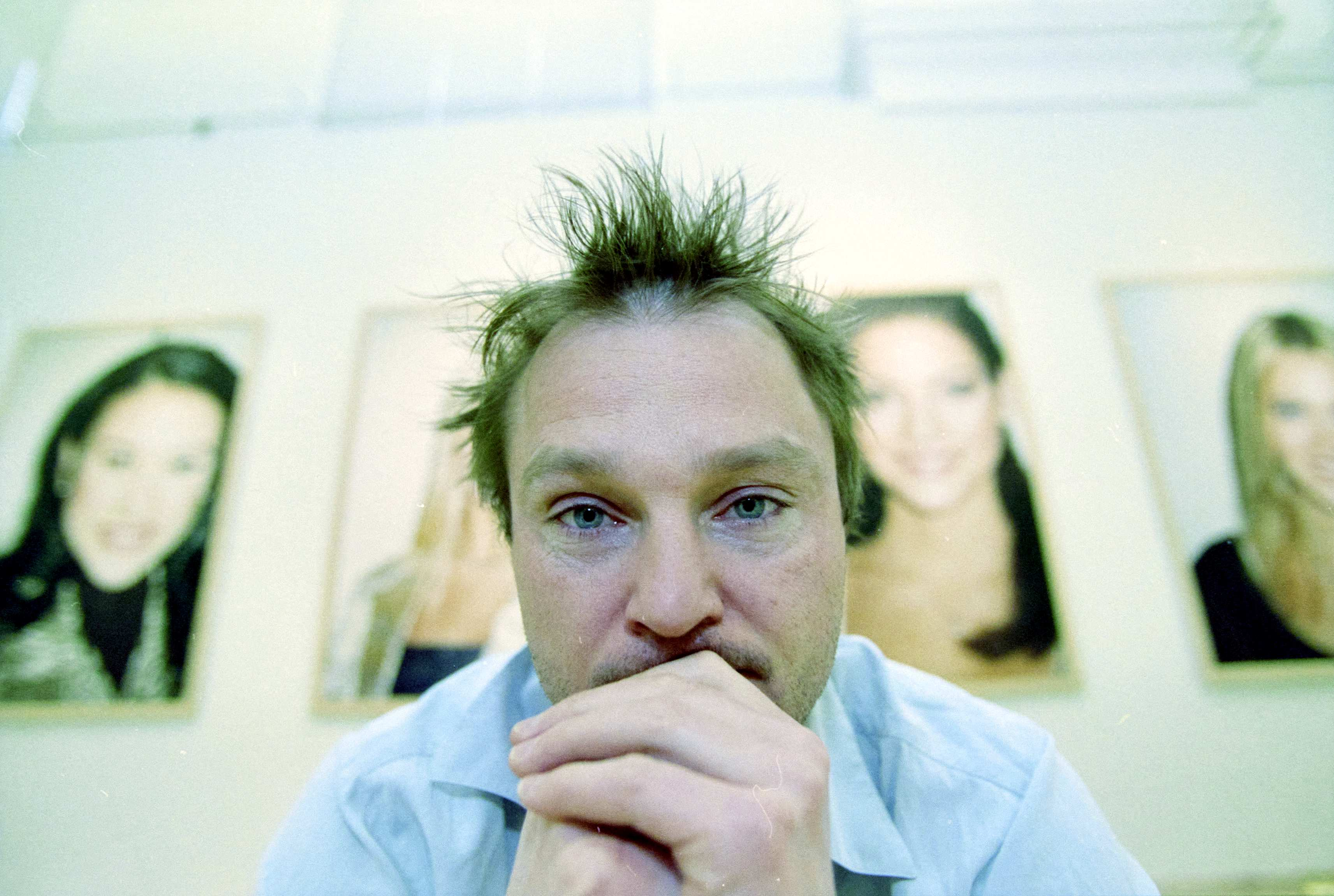
Teller in Haarlem, 2003

Teller a réalisé plusieurs petits films dont Can I Own Myself en 1998 (dans lequel apparaît Kate Moss qu'il a souvent photographiée).
En 2015, il réalise la campagne publicitaire pour la marque Céline dans laquelle il met en image l'écrivaine américaine Joan Didion, la danseuse étoile de l'Opéra national de Paris Marie-Agnès Gillot et un jeune mannequin britannique, Freya Lawrence. L'apparition dans cette campagne de l'écrivaine, âgée de 80 ans assure à cette collaboration entre la marque et le photographe une importante couverture médiatique, au-delà de la presse spécialisée,,.

### Prix et récompenses
- 2013 : Prix d'honneur du Festival international du livre d'art et du film (Perpignan) pour l'ensemble de son œuvre[5]

## Expositions
- 2004 : « Fashioning Fiction in Photography since 1990 », MoMA, New York, avril-juin[6]
- 2006 : « Do you know what I mean », Fondation Cartier pour l'art contemporain
- 2010-2011 : « Touch Me », Le Consortium, Dijon, de janvier à mars 2010, et au Daelim Contemporary Art Museum, Séoul, d'avril à juin 2011

## Livres
- Go-Sees, Scalo, 1999
- (en) Susan Kismaric et Eva Repini, Fashioning Fiction in Photography Since 1990 : [exhibition, New York, Museum of modern art, April 16-June 28, 2004], New York, Museum of Modern Art, 2005, 144 p. (ISBN 0-87070-040-5)
- Do you know what I mean, textes de Marie Darrieussecq, Actes Sud, 2006
- Touch Me. Juergen Teller, texte d'Éric Troncy, Les Presses du réel, 2011